# Neue Deutsche Biographie
Neue Deutsche Biographie (NDB; literalmente Nueva Biografía Alemana) es una obra de referencia biográfica. Es la sucesora de la Allgemeine Deutsche Biographie (ADB, Biografía Universal Alemana). Sus 26 volúmenes publicados hasta la fecha cubren más de 22.500 individuos y familias que vivieron en la zona de habla germana.
NDB está publicado en alemán por la Comisión Histórica en la Academia Bávara de Ciencias y Humanidades e impreso por Duncker & Humblot en Berlín. El índice y el texto completo de los artículos de los 25 primeros volúmenes están disponibles gratuitamente en línea a través del sitio web Deutsche Biographie y el Biographie-Portal.

## Alcance
NDB es una extensa obra de referencia, similar al Dictionary of National Biography, Dictionary of American Biography, American National Biography, Dictionnaire biographique du Canada, Dictionary of Australian Biography, Dictionary of New Zealand Biography, Diccionario biográfico español, Dictionary of Irish Biography, Svenskt biografiskt lexikon y el Österreichisches Biographisches Lexikon 1815-1950 (ÖBL) (Diccionario Biográfico  Austriaco 1815-1950).
Su primer volumen, cubriendo por orden alfabético los entradas desde «Aachen» hasta «Behaim», fue publicado en 1953. A fecha de 2016, el volumen más reciente es el 26, cubriendo los nombres de «Tecklenburg» a «Vocke», que fue publicado en octubre de 2016. Hasta ahora, se han publicado más de 22.500 biografías de los individuos y las familias, que vivían la zona lingüística alemana (Sprachraum). Otros 1600 artículos más serán agregados en dos volúmenes, con la finalización esperada en el año 2021.
Un artículo NDB suele contener información genealógica como la fecha y lugar de nacimiento, fecha y lugar de la muerte, la tumba, los padres, los abuelos, los matrimonios, los divorcios, el número de hijos, nombre de nacimiento y nombre alternativo, grados académicos, un curriculum vitae en frases enteras, una valoración de los logros políticos, económicos, sociales, científicos, técnicos o artísticos del sujeto, una bibliografía y referencias a retratos. Sólo se registran las personas fallecidas que tengan una relación cercana con el área del idioma alemán. Cada artículo está firmado por su autor.

## Acceso
Se puede acceder gratuitamente en línea a través de un índice que cataloga todos los artículos y el texto completo de los artículos incluidos en los primeros 26 volúmenes, que abarcan los entradas desde «Aachen» a «Vocke». El índice también es parte del Biographie-Portal. Este proyecto es una cooperación entre la Biblioteca Estatal de Baviera (Bayerische Staatsbibliothek), la Comisión Histórica de la Academia de Ciencias de Baviera (Historische Comisión bei der Bayerischen Akademie der Wissenschaften), la Academia Austríaca de Ciencias (Österreichische Akademie der Wissenschaften) la Fundación del Diccionario histórico de Suiza, y la Academia Eslovena de Ciencias y Artes también hace que los datos disponibles de la Allgemeine Deutsche Biographie (BASD), el Österreichisches Biographisches Lexikon 1815-1950 (ÖBL) (Diccionario Biográfico Austriaco 1815-1950), Historisches Lexikon der Schweiz / Dictionnaire Historique de la Suisse / Diccionario Storico della Svizzera (HLS / DHS / DSS), Slovenska biografija, Rheinland-Pfälzische Personendatenbank (RPPB), Sächsische Biografie (Biografía Sajona), y Oesterreichisches Musiklexikon (OeML).

## Volúmenes
1. Aachen – Behaim. 1953, reimpreso en 1971
2. Behaim – Bürkel. 1955, reimpreso en 1971
3. Bürklein – Ditmar. 1957, reimpreso en 1971
4. Dittel – Falck. 1959, reimpreso en 1971
5. Falck - Fyner (voran: Faistenberger). 1961, reimpreso en 1971
6. Gaál – Grasmann. 1964, reimpreso en 1971
7. Grassauer – Hartmann. 1966
8. Hartmann – Heske. 1969
9. Heß – Hüttig. 1972
10. Hufeland – Kaffsack. 1974
11. Kafka – Kleinfercher. 1977
12. Kleinhans – Kreling. 1980
13. Krell – Laven. 1982
14. Laverrenz - Locher-Freuler. 1985
15. Locherer - Maltza(h)n. 1987 ISBN 3-428-00196-6
16. Maly – Melanchthon. 1990 ISBN 3-428-00197-4
17. Melander – Moller. 1994 ISBN 3-428-00198-2
18. Moller – Nausea. 1997 ISBN 3-428-00199-0
19. Nauwach – Pagel. 1999 ISBN 3-428-00200-8
20. Pagenstecher – Püterich. 2001 ISBN 3-428-00201-6
21. Pütter – Rohlfs. Con el registro completo de la ADB y la NDB en CD-ROM 2003 ISBN 3-428-11202-4
22. Rohmer – Schinkel. Con el registro completo de la ADB y la NDB en CD-ROM, segunda edición. 2005 ISBN 3-428-11203-2
23. Schinzel - Schwarz. Con el registro completo de la ADB y la NDB en CD-ROM, tercera edición. 2007 ISBN 978-3-428-11204-3
24. Schwarz – Stader. Con el registro completo de la ADB y la NDB en CD-ROM, cuarta edición. 2010 ISBN 978-3-428-11205-0
25. Stadion - Tecklenborg. 2013 ISBN 978-3-428-11206-7
26. Tecklenburg - Vocke. 2016  ISBN 3-428-11207-5
27. Vockerodt – Wettiner. 2020 ISBN 978-3-428-11208-1